# Station Pagny-sur-Moselle
Station is een spoorwegstation in de Franse gemeente Pagny-sur-Moselle.

## Treindienst
| Serie              | Treinsoort            | Route                                                                 | Bijzonderheden |
| ------------------ | --------------------- | --------------------------------------------------------------------- | -------------- |
| RE 88500 TER 88500 | RegionalExpress (CFL) | Luxemburg – Thionville – Metz-Ville – Pagny-sur-Moselle – Nancy-Ville |                |